# Edition 8
Edition 8 ist ein Schweizer Kleinverlag, der sich unter anderem auf Schweizer und lateinamerikanische Belletristik sowie kritische Sachbücher spezialisiert hat. Die ISBN-Verlagsnummer des Verlages ist 85990. 

## Geschichte und Programm
Der Verlag wurde 1998 als Genossenschaft gegründet und wird als Kollektiv von acht Mitgliedern geführt. Bei der Gründung übernahm er die Bücher des 1974 entstandenen Eco-Verlags, darunter die Romane und Erzählungen von Otto Steiger; zudem erwarb die edition 8 die gesammelten Werke der sozialkritisch-realistischen Schweizer Autoren Jakob Bührer und Walter Matthias Diggelmann. 
Das Programm der edition 8 ist laut Verlagsprofil einem »kritischen, von Grundsätzen der Aufklärung geprägten Blick« verpflichtet. Im Sachbuch-Programm finden sich entsprechend Sammelbände von Autoren wie Edward Said und Noam Chomsky sowie Biografien (etwa über Frans Masereel und Noam Chomsky); eine Reihe mit Texten zu aktuellen sozialen Problemen wie »workfare« und die »Reihe Soziale Medizin«. Seit 2005 wird auch das Jahrbuch des Denknetz, eines Think Tank im Umkreis der Schweizer Gewerkschaften, herausgegeben.
Im belletristischen Programm verlegt die edition 8 neuere Schweizer Autoren wie Christoph Bauer, Elisabeth Jucker, Markus Moor, Esther Spinner und Daniel Suter. Aus Lateinamerika und der Karibik hat der Verlag unter anderem Werke aus Kolumbien (Tomás González), aus Nicaragua (Sergio Ramírez), Puerto Rico (Ana Lydia Vega) und aus Argentinien (Héctor Tizón) vorgelegt; dazu wird der schottische Autor Stuart Hood gepflegt.
Die edition 8 bemüht sich um eine handwerklich gediegene Ausstattung ihrer Bücher; so wird auf ein einheitliches Erscheinungsbild Wert gelegt, und jeder Bücher-Jahrgang wird mit einer andern Schrift gesetzt, die dem jeweiligen Programm entspricht.
Die edition 8 ist ständiger Teilnehmer am Buch- und Literaturfestival Basel.